# Crocodictya norma
Crocodictya norma är en insektsart som beskrevs av Alexander Fyodorovich Emeljanov 2008. Crocodictya norma ingår i släktet Crocodictya och familjen Dictyopharidae. Inga underarter finns listade i Catalogue of Life.